# گریش داوتیان
گریش داوتیان (ارمنی: Գրիշ Դավթյան؛ زادهٔ ۱۵ سپتامبر ۱۹۳۵) مترجم و شاعر ارمنی‌تبار اهل ایران است.

## زندگی‌نامه
وی در ۱۵ سپتامبر ۱۹۳۵ ‏در نو جلفا، اصفهان به دنیا آمد. در سال ۱۹۶۹ با مدرک کارشناسی ارشد در رشته تاریخ هنر از دانشکده مطالعات شرقی و آفریقایی دانشگاه لندن و در سال ۱۹۷۴ دوره معماری و مدیریت بازرگانی از دانشگاه تهران فارغ‌التحصیل گشت.